# 투자은행
투자은행(投資銀行, 영어: investment bank)은 고객 기업의 유가증권 발행에 의한 자본 시장에서 자금을 지원하고 인수합병 등 재무 전략에 대한 조언을 해주는 금융기관이다. 상업 은행이나 소매 은행과는 달리 개인을 대상으로 하는 예금 업무는 하지 않는다.

## 역사
일반 대중을 상대로 채권과 주식을 발행한 최초의 회사는 네덜란드 동인도 회사였다. 이후 투자은행은 기업공개(IPO) 등 증권 발행 인수와 2차 시장 공모, 중개, 인수합병(M&A)에 중점을 둔 파트너십 회사로 시작하여 증권 리서치, 자기자본 거래, 투자 관리를 포함하는 풀 서비스 분야로 발전하였다. 골드만삭스·모건스탠리 등 21세기 주요 독립 투자은행들의 미국 증권거래위원회(SEC) 제출 서류는 세 가지 부문을 주로 반영한다.
1. 투자 은행업 - 인수합병(M&A), 자문 서비스, 증권 인수 등
2. 자산 관리 - 후원 투자 펀드 등
3. 거래 및 자기자본 투자 - 브로커-딜러 활동, 자기자본 거래, 중개 거래 등

미국에서는 1999년 폐지된 글래스-스티갈 법에 따라 상업은행과 투자은행이 분리되었으며, 법 폐지 이후에는 많은 대형 상업은행들이 인수와 인력 채용을 통해 투자은행 부문을 발전시켰다. 상당한 규모의 투자은행 부문(IBD)을 보유한 대표적인 풀서비스 투자 은행으로는 JP모건 체이스와 뱅크 오브 아메리카, 시티그룹, 도이체방크, UBS, 바클레이즈 등이 있다.

## 구조
투자은행 업무는 프런트 오피스와 미들 오피스, 백 오피스로 구분된다. 대형 서비스 투자은행은 '셀(sell) 사이드'와 '바이(buy) 사이드'를 포함한 모든 사업 영역을 제공하는 반면, 부티크 투자은행이나 소규모 증권사 같은 소규모 셀 사이드 자문 회사는 각각 투자은행과 영업·트레이딩·리서치 부문의 틈새시장에 집중하는 경향이 있다. 투자은행은 또한, 증권을 발생하는 기업과 증권을 매수하는 투자자 모두에게 서비스를 제공한다. 기업을 상대로는, 증권의 공개시장 상장에 대한 적절한 시기 등을 담은 정보를 제공한다. 이는 미국 증권거래위원회(SEC)가 투자자에게 투명성을 제공하기 위해 엄격하게 규제하는 절차이다. 따라서 투자은행은 신규 증권 발행에 매우 핵심적 역할을 한다.

## 주요 투자은행

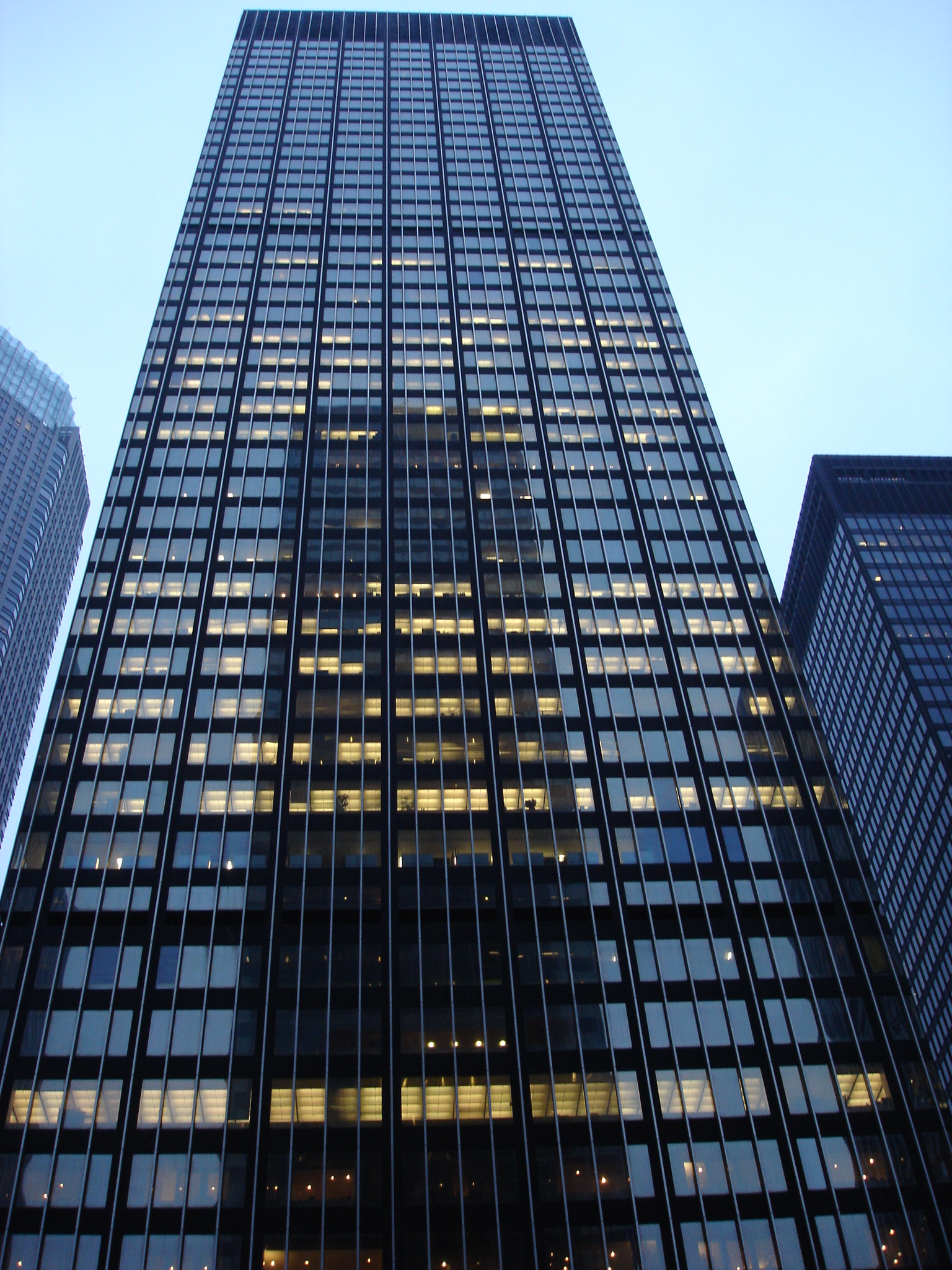
JP모건 체이스를 포함한 대형 투자은행 중 다수는 벌지 브래킷에 속한다.

미국 유력 〈월스트리트 저널〉에 따르면 2020년 전체 인수합병(M&A) 자문 수수료 총액 기준 상위 10개 투자은행은 다음과 같다. 이들 기업 중 다수는 벌지 브래킷이나 중간 규모 은행에 속한다.
| 순위 | 사명                          | 약자 | 수수료 (10억 달러) |
| ---- | ----------------------------- | ---- | ------------------ |
| 1.   | 골드만삭스                    | GS   | 287.1              |
| 2.   | 모건스탠리                    | MS   | 252.2              |
| 3.   | JP모건 체이스                 | JPM  | 208.1              |
| 4.   | Bank of America Merrill Lynch | BAC  | 169.9              |
| 5.   | Rothschild & Co               | ROTH | 94.6               |
| 6.   | 씨티은행                      | C    | 91.8               |
| 7.   | 에버코어                      | EVR  | 90.3               |
| 8.   | 크레디트 스위스               | CS   | 90.2               |
| 9.   | 바클리즈                      | BCS  | 71.7               |
| 10.  | UBS                           | UBS  | 65.9               |

| \| 선도(先道) 투자 수익 기준 글로벌 시장 점유율[3] \| 선도(先道) 투자 수익 기준 글로벌 시장 점유율[3] \| 선도(先道) 투자 수익 기준 글로벌 시장 점유율[3] \| 선도(先道) 투자 수익 기준 글로벌 시장 점유율[3] \| 선도(先道) 투자 수익 기준 글로벌 시장 점유율[3] \| \| ----------------------------------------------- \| ----------------------------------------------- \| ----------------------------------------------- \| ----------------------------------------------- \| ----------------------------------------------- \| \| 기관명 \| \| \| \| 점유율 \| \| JP모건 체이스 \| JP모건 체이스 \| \| 8.1 \| 8.1 \| \| 골드만삭스 \| 골드만삭스 \| \| 7.2 \| 7.2 \| \| Bank of America Merrill Lynch \| Bank of America Merrill Lynch \| \| 6.1 \| 6.1 \| \| 모건스탠리 \| 모건스탠리 \| \| 5.8 \| 5.8 \| \| 씨티은행 \| 씨티은행 \| \| 5.3 \| 5.3 \| \| 크레디트 스위스 \| 크레디트 스위스 \| \| 4.5 \| 4.5 \| \| 바클리즈 \| 바클리즈 \| \| 4.3 \| 4.3 \| \| 도이체 방크 \| 도이체 방크 \| \| 3.2 \| 3.2 \| \| UBS \| UBS \| \| 2.2 \| 2.2 \| \| RBC 캐피탈마켓 \| RBC 캐피탈마켓 \| \| 2.2 \| 2.2 \| \| …〈2017년 12월 자료〉 \| \| \| \| \| |                               |  |     |        |
| 선도(先道) 투자 수익 기준 글로벌 시장 점유율 |                               |  |     |        |
| 기관명 |                               |  |     | 점유율 |
| JP모건 체이스 | JP모건 체이스                 |  | 8.1 | 8.1    |
| 골드만삭스 | 골드만삭스                    |  | 7.2 | 7.2    |
| Bank of America Merrill Lynch | Bank of America Merrill Lynch |  | 6.1 | 6.1    |
| 모건스탠리 | 모건스탠리                    |  | 5.8 | 5.8    |
| 씨티은행 | 씨티은행                      |  | 5.3 | 5.3    |
| 크레디트 스위스 | 크레디트 스위스               |  | 4.5 | 4.5    |
| 바클리즈 | 바클리즈                      |  | 4.3 | 4.3    |
| 도이체 방크 | 도이체 방크                   |  | 3.2 | 3.2    |
| UBS | UBS                           |  | 2.2 | 2.2    |
| RBC 캐피탈마켓 | RBC 캐피탈마켓                |  | 2.2 | 2.2    |
| …〈2017년 12월 자료〉 |                               |  |     |        |

## 같이 보기
- 미국 투자은행의 역사(영어판)